# Theun de Vries
Theun de Vries (ur. 26 kwietnia 1907 w Veenwouden, Fryzja, zm. 21 stycznia 2005 w Amsterdamie) – holenderski pisarz, poeta i polityk, z pochodzenia Fryz. Autor licznych powieści społecznych i historycznych.

## Życie
Theun de Vries urodził w rodzinie Sjoerda de Vries i Elisabeth Dijkstra w Veenwouden we Fryzji. W 1920]roku przeniósł się z rodzicami do Apeldoorn, gdzie jego ojciec prowadził mleczarnię i był handlowcem. Tam poznał lokalną kulturę oraz twórczość pisarzy fryzyjskich. Pierwszy tekst dziennikarski opublikował w czasopiśmie „Młoda Holandia” (1920-1921).
De Vries krótki czas pracował jako asystent w bibliotece publicznej w Hilversum, gdzie mieszkał od 1928. W 1932 ożenił się z Aafje Vernes, z którą miał jedno dziecko. W latach 30. de Vries pracował w bibliotece publicznej w Sneek. W 1936 r. wstąpił do Holenderskiej Partii Komunistycznej (HPK), a rok później przeniósł się do Amsterdamu i wrócił do dziennikarstwa. Pracował w redakcji pism „De Tribune” (później przemianowanego na „De Waarheid”) i „De Vrije Katheder”'. Rozwiódł się 17 marca 1938.
Podczas II wojny światowej de Vries początkowo ukrywał się w pobliżu Nunspeet. Poznał tam Gerarda van het Reve starszego, który był ojcem Karola van het Reve (eseisty i tłumacza) i Gerarda Reve (pisarza). Ze względu na działalność w ruchu oporu de Vries był aresztowany przez Niemców i umieszczony w obozie Amersfoort, gdzie spędził 10 miesięcy. W 1945 de Vries ponownie ożenił się z Aafje Vernes. Vernes zmarła 8 stycznia 1975 w Amsterdamie.
De Vries jako członek HPK uczestniczył w obradach amsterdamskiej Rady Miasta. W 1946 r. był wystawionym przez HPK kandydatem do izby niższej parlamentu holenderskiego, lecz mandatu nie uzyskał. Pozostał członkiem partii komunistycznej w czasach zimnej wojny, co było przez kolegów pisarzy bardzo źle przyjmowane. Bronił zamachu stanu, w wyniku którego komuniści objęli w 1948 r. władzę w Czechosłowacji, w pozytywnym tonie pisał o rosyjskiej interwencję na Węgrzech (1956), a w 1953 roku napisał pean na cześć Stalina. Był członkiem PEN-Clubu.
Mimo komunistycznych poglądów w roku 1963 przetłumaczył z języka rosyjskiego opowiadanie Aleksandra Sołżenicyna Jeden dzień Iwana Denisowicza, napisane w oparciu o przeżycia w syberyjskim gułagu.
De Vries zmarł w Amsterdamie na skutek zapalenie płuc mając 97 lat.

## Twórczość
De Vries zadebiutował w 1925 roku. Napisał ponad 100 książek, w tym monografie, scenariusze filmowe i słuchowiska. Pisał głównie w języku niderlandzkim, ale także w fryzyjskim (Earst en lêst, 1977; Paden fan it ferline, 1997; Stins en krite, 1997). Niektóre z jego książek zostały przetłumaczone na język polski. Pisał pod wieloma pseudonimami, m.in. Sybrand Vos, A. Cz. M. Swaertdrager i Ibn-Askari.
De Vries ma w swoim dorobku wiele powieści społecznych i historycznych. Początkowo w jego tekstach dominowała romantyczna kreacja bohaterów, w późniejszych powieściach coraz większą rolę odgrywają nawiązania i motywy polityczne.
Znaczną część twórczości de Vriesa zajmują opowieści biograficzne: Ziet een mens (na temat Vincenta van Gogha, Moergrobben (o Hieronimie Boschu) czy Rembrandt.

## Dzieła
- 1925 – Friesche sagen
- 1927 – De terugkeer (tom wierszy)
- 1928 – De vervreemding
- 1930 – Westersche nachten (tom wierszy)
- 1931 – Rembrandt (powieść)
- 1932 – Sneeuw op de Fudsji. Japansche Motieven
- 1932 – Sheherezade – Werken van een witte magiër – Kleine liederen voor clavecymbel – Erotica (wiersze)
- 1933 – Doctor José droomt vergeefs (powieść)
- 1934 – Aardgeest (tom wierszy)
- 1934 – Koningssage
- 1934 – Eroica (powieść)
- 1936 – Stiefmoeder aarde (powieść)
- 1937 – Fryske stilistyk. In poedwizer yn it foarmforskaet fen de Fryske skriftekennisse
- 1937 – Oldenbarnevelt
- 1937 – Hildebrand’s Camera Obscura
- 1938 – Het rad der fortuin (powieść)
- 1938 – De bijen zingen
- 1938 – In 't huis van Rembrandt
- 1940 – De freule
- 1940 – Wilde lantaarns (powieść)
- 1941 – Wiarda. Kroniek van een geslacht
- 1941 – De tegels van de haard
- 1941 – Rutger Jan Schimmelpenninck
- 1941 – Vox humana (eseje)
- 1943 – Bruidegom in September
- 1944 – W.A.-man (powieść)
- 1945 – Eros in hinderlaag
- 1945 – De vrijheid gaat in 't rood geklee] (powieść)
- 1946 – Wij waren getuigen
- 1946 – Sla de wolven, herder! Roman uit de Babylonische voortijd (powieść)
- 1946 – Kenau (powieść)
- 1946 – De laars. Verhalen uit een bezet gebied
- 1946 – Martinus Nijhoff, wandelaar in de werkelijkheid (esej)
- 1947 – De dood: een gedicht
- 1948 – Een spook waart door Europa
- 1948 – De Friese postkoets'
- 1949 – Nieuwe rivieren (powieść)
- 1949 – Het hert
- 1949 – Leerschool voor Barbaren. Karel de Grote
- 1950 – Hoogverraad
- 1952 – Anna Casparii of Het heimwee (powieść)
- 1953 – De diwan van Ibn-Askari. Naar het Arabisch
- 1953 – Levend Hongarije (zapiski z podróży)
- 1954 – Hagel in het graan (powieść)
- 1954 – Pan onder de mensen (powieść)
- 1955 – Het eiland van de zwarte godin
- 1956 – Het meisje met het rode haar. Roman uit het verzet 1942-1945 (powieść)
- 1956 – Bruiloftslied voor Swaantje
- 1956 – De Chinese kalender. Gedichten en spreuken uit dertig eeuwen.
- 1956 – Goud en schaduw- drie opstellen over Rembrandt en zijn tijd
- 1957 – De U.S.S.R. na 40 jaar (album fotograficzny z komentarzem)
- 1958 – Noorderzon (tom nowel)
- 1969 – De meesters van de draak. Verkenningen in het nieuwe China alsmede enkele proeven van Chinese literatuur, boerenpoëzie, anekdotes en volkshumor.
- 1960 – Het motet voor de kardinaal (powieść)
- 1962 – De vreemde wet
- 1962 – De vogelvrijen
- 1962 – De opstand
- 1962 – Meesters en vrienden. Literaire leerjaren. (autobiografia)
- 1963 – Ziet, een mens! (powieść; w 1972 przedrukowana pt. Vincent in Den Haag)
- 1963 – Spinoza als staatkundig denker
- 1963 – Als mens en als schrijver
- 1964 – Moergrobben. Een drieluik.
- 1965 – Het Wolfsgetij of Een leven van liefde
- 1965 – De geschiedenis van een moord. Gedachten bij het lezen van Prof. Dr. J. Pressers 'Ondergang'
- 1966 – Het zwaard des levens
- 1966 – Het zwaard, de zee en het valse hart (nowele)
- 1966 – Doodskoppen en kaalkoppen. Vijf verhalen uit een doorgangskamp
- 1967 – Februari. Roman uit het bezettingsjaar 1941
- 1967 – Theun de Vries 60.
- 1967 – De namen in de boom
- 1967 – Het uurwerk van de eenzaamheid. Twee vertellingen
- 1968 – Het Friese kabinet. Vier vertellingen.
- 1968 – Hernomen confrontatie met S. Vestdijk
- 1969 – De gesprenkelde vogel
- 1969 – Wind en avondrood
- 1972 – Het geslacht Wiarda
- 1972 – Vincent in Den Haag. Roman uit de jaren 1881-1883 (powieść)
- 1972 – De man met de twee levens. Novelle uit het revolutiejaar 1572 (nowele)
- 1972 – Meester en minnaar. Vijf verbeeldingen rondom Rembrandt van Rijn (opowiadania)
- 1972 – Spinoza: beeldenstormer en wereldbouwer
- 1973 – Het raadselrijk. De roman van een schilder (powieść), drugie wydanie powieści Moergrobben
- 1975 – Het zondagsgebed (powieść)
- 1976 – De vrouweneter (powieść)
- 1977 – Earst en Lêst
- 1978 – De vogels om het erf
- 1979 – Atlantische Avond (gedichten)
- 1979 – De dood kwam met muziek (powieść) (ISBN 90-214-8652-0)
- 1979 – Eidola: zeven verhalen. (ISBN 90-214-8654-7)
- 1979 – De merrie (Oplage van 135 genummerde en door de auteur gesigneerde exemplaren) (ISBN 90-6011-434-5)
- 1980 – De blinde Venus: twee romances. (bevat 'De soldaat die terugkwam' en 'De merrie') (ISBN 90-214-8655-5)
- 1980 – Materie en matrijs
- 1981 – De boom-mens
- 1981 – Snie en oare (wiersze)
- 1981 – Brieven uit de oorlogsjaren aan S. Vestdijk
- 1982 – De vertellingen van Wilt Tjaarda
- 1982 – Wieken tegen de tralies. Verzamelde verhalen over onderdrukking en verzet
- 1982 – Ketters. Veertien eeuwen ketterij, volksbeweging en kettergericht
- 1983 – Marx. De politieke emigratie
- 1983 – Marx. De heersende machten
- 1983 – De Tribune
- 1984 – 77 korte gedichten
- 1984 – Louise Michel, engel in het harnas. Twee spelen over de Commune van Parijs
- 1984 – Amazones en bojaren. Uit de memoires van prinses Dasjkova (biografia)
- 1985 – Vliegende vissen
- 1985 – Bach. Een voorspel
- 1985 – De gezegde. Het leven van Spinoza in honderdzeven scènes. (scenariusz filmowy)
- 1987 – Baron. De wonderbaarlijke Michel Baron, zijn leermeester Molière en de praalzieke zonnekoning (powieść)
- 1987 – De soldaat die terugkwam
- 1987 – De ontsnapping
- 1987 – S. Vestdijk: grootheid en grenzen van een fenomeen
- 1987 – Een god in haar schoot. Scène uit een Romeins mysteriespel
- 1987 – Een levenshouding bekroond
- 1989 – Het hoofd van Haydn
- 1990 – De Première
- 1992 – Sint-Petersburg
- 1994 – Terug uit Irkoetsk
- 1997 – Stins en krite
- 1997 – Fûgel
- 1998 – De bergreis
- 1999 – De wilde vrouwen van Pella (ISBN 90-214-8648-2)
- 2000 – Het geheim van Jeroen Bosch: een essay (ISBN 90-801475-5-9)
- 2000 – Gastvrijheid
- 2001 – Iisgong: gedichten
- 2002 – Ald en nij: Oud en nieuw
- 2003 – Witte nachten
- 2004 – Alles begjint by de dingen / Alles begint bij de dingen
- 2007 – Schetsen voor wandtapijt